# Географія Аляски

Порівняння розмірів Аляски та континентальних штатів США

64° пн. ш. 150° зх. д. / 64° пн. ш. 150° зх. д.
Аляска — найбільший штат США, з площею суші 1 518 800 км². Аляска більш ніж удвічі перевершує Техас — наступний за площею штат США. Разом із територіальними водами Аляска за площею перевершує три наступних штати — Техас, Каліфорнію та Монтану.
Штат Аляска розташований на крайньому північному заході американського континенту і межує з Канадою — з Британською Колумбією на південному сході і Юконом на сході і північному сході. Крім континентальної території, до штату Аляска належать острови: архіпелаг Олександра, Алеутські острови, острови Кадьяк, Нунівак, Св. Лаврентія та інші дрібніші острови. На півночі штат Аляска омивається водами моря Бофорта і Чукотського моря Північного Льодовитого океану. Берингове море разом з Беринговою протокою, омивають Аляску із заходу, відокремлюючи її від Чукотського півострова Росії (Чукотський автономний округ). Пасмо Алеутських островів відділяє Берингове море від тихоокеанської затоки Аляска, що омиває територію штату на південному заході.
На території Аляски лежить понад 3 млн озер і 3 тис. річок — річка Юкон 3-тя за довжиною в США; 100 тис. льодовиків (5 % поверхні Аляски); найвища вершина Північної Америки — пік Деналі. В Алясці є близько 70 діючих вулканів. Болота і заболочені землі покривають 487 747 км², в основному на північних, західних і південно-західних рівнинах. Льодовиками вкрито 41 440 км² суші і 3110 км² припливної смуги. Комплекс льодовика Беринга, що лежить біля кордону з Канадою, вкриває 5827 км² та є одним з найбільших льодовиків на планеті.

## Крайні точки
- північ: мис Барроу — 71°23' пн.ш., 156°28' зх.д.;
- південь: острів Амагтігнак, Алеутські острови — 51°15' пн.ш., 179°06' зх.д.;
- захід: мис Врангеля на острові Атту, Алеутські острови — 52°54' пн.ш., 172°54' сх.д.;
- схід: Кемп-пойнт — 55°17' пн.ш., 130°00' зх.д.;
- географічний центр Аляски: за 96 км на північний схід від піку Деналі — 63°50' пн.ш., 152°28' зх.д.

## Регіони
Хоча офіційно визначених меж між регіонами Аляски немає, вона загальноприйнято ділиться на шість регіонів[джерело?]:

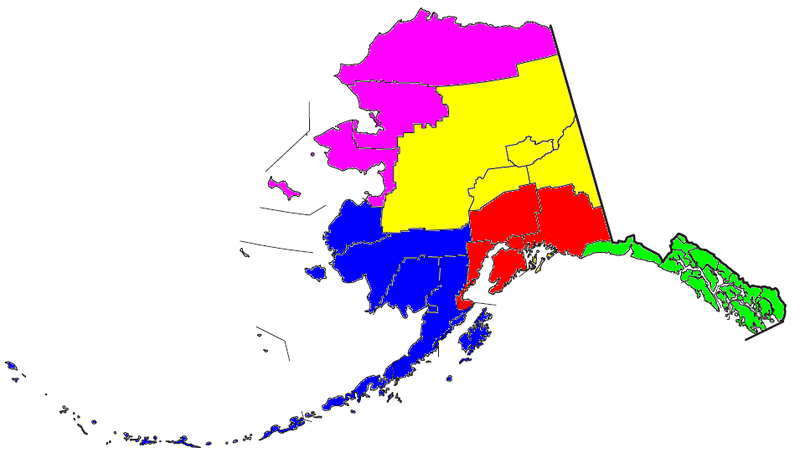
Регіони Аляски: рожевий — Північна Аляска, жовтий — Внутрішня Аляска, синій Південно-Західна Аляска та Алеутські острови, червоний — Південно-Центральна Аляска, зелений — Південно-Східна Аляска

- Південно-Центральна Аляска. Найбільш густонаселений регіон штату. Охоплює місто Анкоридж, долину річок Матануска і Сусітна та Кенайський півострів. До регіону входять також малонаселені землі на південь від Аляскинського хребта і на захід від гір Врангеля, район затоки Принца Вільгельма, громади Валдіз і Кордова.
- Південно-Східна Аляска. Найближчий до континентальних штатів регіон. Відразу після купівлі Аляски США саме в цьому регіоні почали виникати перші поселення, спочатку неконтрольовані. Регіон складається з архіпелагу Олександра й прилеглого берега. Тут розташовано Джуно — столиця штату, Ситка — колишня столиця, і Кетчикан — колишнє найбільше місто штату. Транспортний зв'язок із континентом швидкохідними поромами здійснює компанія Alaska Marine Highway.
- Внутрішня Аляска. Найбільший регіон штату, велика частина якого — малонаселена місцевість. Єдине місто в регіоні — Фербанкс. По всьому регіону розкидані маленькі містечка і села корінних індіанців, в основному вздовж шосе і річок. Тут лежить Національний парк Деналі, в якому розташована найвища точка Північної Америки — гора Деналі.
- Південно-Західна Аляска. Цей регіон простягнувся на 800 кілометрів уздовж берега Берингова моря, також до регіону належить острів Кадьяк. Поселення розташовані в основному вздовж узбережжя. У море впадають великі річки Юкон і Кускоквім, які утворюють великі дельти.
- Північний Схил або Північна Аляска. В основному це тундра з рідкісними невеликими селами. Північний Схил відомий великими родовищами нафти (Прадхо-Бей), тут розташоване найпівнічніше місто США — Барроу. Також до цього регіону належить Північнозахідна Арктика, що включає місто Коцебу і долину річки Кобук, хоча інуїти Північного Схилу і Північно-Західної Арктики не вважають себе єдиним народом.[3])
- Алеутські острови — складаються з більш, ніж 300 невеликих вулканічних островів і простягаються на 1900 кілометрів із заходу на схід.